# Banchet

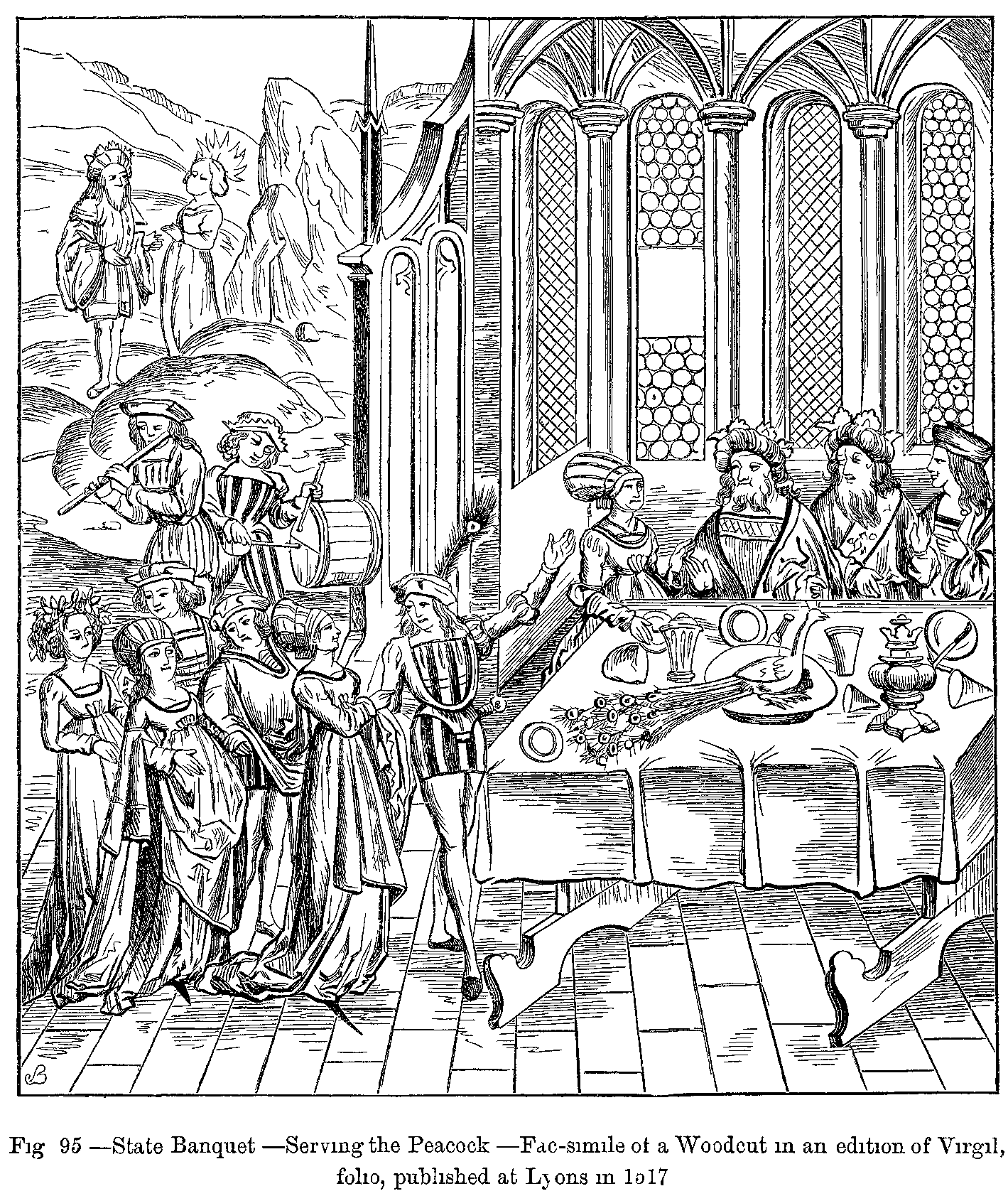
Banchet de stat, Franţa, 1517

Un banchet este o întâlnire în cadrul căreia se consumă mâncare, sărbătoare regală, ținut de obicei pentru acțiuni de caritate și este deseori precedat sau urmat de cuvântări în cinstea unei persoane anume.